# Éclans-Nenon
Éclans-Nenon là một xã của tỉnh Jura, thuộc vùng Bourgogne-Franche-Comté, miền đông nước Pháp.